# Banc Second Thomas
Le banc Second Thomas, également connu sous le nom d'atoll Ayungin (en anglais Second Thomas Shoal, en philippin Kulumpol ng Ayungin, en vietnamien Bãi Cỏ Mây, en mandarin Rén'ài Jiāo (en sinogrammes 仁愛礁/仁爱礁)), est un atoll des îles Spratleys en mer de Chine méridionale, à 105 milles marins (194 km) à l'ouest de Palawan, aux Philippines. Revendiqué par plusieurs nations, l'atoll est actuellement occupé militairement par les Philippines.

## Histoire
L'atoll est l'un des trois nommés d'après Thomas Gilbert, capitaine du Charlotte (en) :
- Banc Premier Thomas - 9° 19′ N, 115° 56′ E (au sud du banc Second Thomas) ;
- Banc Second Thomas - 9° 44′ N, 115° 52′ E (sud-est du récif Mischief) ;
- Banc Troisième Thomas - 10° 54′ N, 115° 56′ E (nord-est de l'île plane - à une certaine distance au nord du banc Second Thomas).

## Localisation géographique
Situé au sud-est du récif Mischief (9° 55′ N, 115° 32′ E), le banc Second Thomas se trouve près du centre de Dangerous Ground dans la partie nord-est des îles Spratleys ; il n'y a pas de colonies au nord ou à l'est de celui-ci. C'est un atoll en forme de larme, de 11 milles marins (20 km) de long nord-sud et bordé de récifs coralliens. Le bord de corail entoure un lagon qui a des profondeurs allant jusqu'à 27 mètres et est accessible aux petits bateaux de l'est. Des plaques de séchage se trouvent à l'est et à l'ouest du bord du récif.

## Caractéristiques géographiques
Le 12 juillet 2016, le tribunal de la Cour permanente d'arbitrage a conclu que le banc Second Thomas est, dans son état naturel, exposé à marée basse et submergé à marée haute et, par conséquent, qu'il est un haut-fond découvrant, ce qui ne génère pas de droit à une mer territoriale, à une zone économique exclusive ou à un plateau continental.

## Revendications territoriales
Le banc Second Thomas est revendiqué par les Philippines et la Chine.
La Marine philippine maintient une présence de moins d'une douzaine de membres de la marine sur les 100 mètres de long du chaland de débarquement américain de la Seconde Guerre mondiale, acquis par la marine philippine après la guerre du Vietnam, le BRP Sierra Madre (LT-57), qui a été délibérément échoué sur l'atoll de 1999 en réponse à la récupération chinoise du récif Mischief. Les Philippines affirment que l'atoll fait partie de son plateau continental, tandis que des parties du groupe des îles Spratleys, où se trouve le banc Second Thomas, sont revendiquées par la Chine, Brunei, les Philippines, la Malaisie et le Vietnam. En 2014, le gouvernement chinois a demandé aux Philippines de retirer le navire échoué.
Les navires de ravitaillement philippins ont par la suite évité les blocus chinois afin de livrer de la nourriture, de l'eau et d'autres fournitures à la garnison. Les navires des garde-côtes de la république populaire de Chine ont bloqué deux tentatives de navires philippins de réapprovisionner la garnison le 9 mars 2014. Des fournitures ont été larguées par avion à la garnison trois jours plus tard. Un navire de ravitaillement avec des troupes de remplacement a atteint avec succès l'atoll le 29 mars 2014 en naviguant dans des eaux peu profondes où les navires de la RPC, avec des tirants d'eau plus importants, n'ont pas pu les suivre. Pendant l'approche, les membres d'équipage et les troupes philippines du navire de ravitaillement ont agité le signe de la paix à l'équipage des garde-côtes chinois qui les poursuivaient. Depuis lors, l'armée philippine a envoyé des missions de secours mensuelles sous la forme de provisions parachutées aux troupes stationnées sur l'atoll.
En 2016, la Cour permanente d’arbitrage de La Haye, saisie par les Philippines, invalide les prétentions chinoises sur la majeure partie de la mer de Chine du Sud. Selon ce même arbitrage, elle juge qu’aucune des formations des Spratleys ne donnait droit à une zone économique exclusive ou des eaux territoriales. 
En novembre 2021, des navires de la Garde côtière chinoise utilisent des canons à eau et bloquent deux bateaux de ravitaillement philippins, empêchant les bateaux de livrer des fournitures essentielles aux forces maritimes philippines stationnées sur le BRP Sierra Madre.
Le 6 août 2023, les Philippines accusent les garde-côtes chinois d’avoir tiré au canon à eau sur des navires philippins escortant des navires transportant du matériel pour les forces maritimes philippines stationnées sur le BRP Sierra Madre. Les Philippines qualifient ces actions d'« illégales » et « dangereuses ». La Chine déclare avoir pris les « mesures nécessaires » contre des bateaux philippins qu’elle accuse d’être entrés « illégalement » dans ses eaux,.
Forçant le blocus, deux navires philippins entrent en collision avec des navires chinois, le 22 octobre 2023. L'un d'entre eux parvient tout de même à livrer son ravitaillement au Sierra Madre. Les Philippines condamnent dans la foulée une « agression chinoise » par la voix du ministre de la Défense, Gilberto Teodoro. 
Alors que le Sierra Madre est en fin de vie et devrait s'effondrer prochainement [Passage à actualiser], plusieurs analystes estiment que cette série d'événements correspondrait à une escalade progressive voulue par la Chine afin de tester la réactivité des États-Unis et ses liens avec ses alliés du Pacifique.
Le mardi 5 mars 2024, Manille accuse les forces chinoises d'avoir délibérément provoqué des collisions avec deux de leurs bateaux et blessé quatre personnes avec des canons à eau, en marge d’une nouvelle mission de ravitaillement. Selon les autorités philippines, le bateau ravitailleur Unaizah May 4 a été victime d’une « collision mineure » à la suite d’une « manœuvre de blocage dangereuse » d’un navire des garde-côtes chinois. Un navire des garde-côtes philippins a également fait l’objet de « manœuvres de blocage dangereuses », ce qui a provoqué une « collision mineure entraînant des dommages structurels superficiels à la coque du navire ». Les autorités chinoises ont affirmé que « les garde-côtes chinois ont pris les mesures nécessaires à l'égard des navires philippins conformément à la loi. Les mesures prises sur les lieux étaient professionnelles, retenues, justifiées et licites ».

## Noms alternatifs
L'Index géographique de l'Université nationale de Singapour (numéro 75967) et l'US NGA Gazetteer énumèrent les noms suivants comme autres noms pour le banc Second Thomas :
- Mandarin - Ren'ai Jiao
- Autres noms chinois - Jen-ai An-sha, Jen-ai Chiao, Jên-ai Chiao, Ren'ai Ansha, 仁愛暗沙, 仁爱礁, 断节
- Vietnamien - Bãi Cỏ Mây
- Philippin - Ayungin
- Anglais - Second Thomas Shoal (Thomas Shoal Second)
- Français - Banc Second Thomas (Banc Thomas Deuxième)
- Autres noms - Duanjie